# Parque Avellaneda (Buenos Aires)
Parque Avellaneda es uno de los barrios en que se encuentra dividida la Ciudad de Buenos Aires.
Ubicado dentro de la Comuna 9, está comprendido entre las arterias Avenida Juan Bautista Alberdi, Avenida Escalada, línea media de la Autopista Tte. Gral. Luis Dellepiane, Mozart, carril sureste Santiago de Compostela, carril suroeste de Asturias, carril noroeste de Avenida Castañares, Avenida Lacarra, línea media de la Autopista Tte. Gral. Luis Dellepiane, Portela, Avenida Directorio y Mariano Acosta.
Limita con los barrios de Floresta al norte, Flores al este, Villa Soldati al sureste, Villa Lugano y Mataderos al suroeste y Villa Luro y Vélez Sársfield al noroeste.

## Historia
El Parque "Presidente Dr. Nicolás Avellaneda" se encuentra ubicado en casi toda su extensión en lo que fuera la antigua chacra “Los Remedios”, que perteneció a la familia de don Domingo Olivera. La antigua quinta se remonta a  cuando la "Hermandad de la Santa Caridad" erigió en esas tierras una capilla ― hoy llamada Parroquia de San Miguel ―, consagrando un oratorio a la Virgen de los Remedios. En 1822, secularizada la Hermandad, cedió su lugar a la "Sociedad de Beneficencia", la que en remate público vendió la quinta en 1828 a don Domingo Olivera. La chacra fue usada como centro de experimentación agrícola-ganadera y las distintas generaciones de "los Olivera" ocuparían el casco del establecimiento, que aún hoy conserva sus características esenciales. La chacra fue objeto de sucesivos fraccionamientos. Hasta que el 7 de marzo de 1912 la Municipalidad de la Ciudad de Buenos Aires adquirió el terreno comprendido por las calles Avenida Lacarra, Avenida Directorio, Moreto y Gregorio de Laferrere, para elaborar un parque público. El 28 de marzo de 1914 se inauguró oficialmente el mencionado parque con la denominación de "Parque Olivera". El 14 de noviembre de ese mismo año recibió finalmente su denominación actual, que es el nombre que por extensión recibió el barrio nacido a su alrededor.
En este barrio se encuentra el Estadio Nueva España junto con las instalaciones del Club Deportivo Español.

## Características del barrio
Es un barrio muy tranquilo sin el ritmo vertiginoso de la gran ciudad. Se pueden ver edificaciones de principios de siglo al lado de edificios y monoblocks.
Es un barrio con muchos espacios verdes, muchas plazoletas donde se respira la tranquilidad característica de un pueblo del interior. Algunas de sus calles son anchas, arboladas, con poco tránsito y por lo tanto silenciosas. La autopista Perito Moreno divide al barrio en dos zonas poco comunicadas entre sí desaprovechándose así muchos terrenos antes útiles.

## El Parque Avellaneda
El "Parque Avellaneda", asume esa denominación a partir del año 1914, en homenaje a Nicolás Avellaneda.
En el año 1917, se inicia en el Parque Avellaneda, Buenos Aires, la plantación de diversas especies vegetales que habrán de proveer a parques y paseos de la Ciudad de Buenos Aires.
La casa principal de la ex chacra de los Olivera, dentro del Parque Avellaneda, Buenos Aires, fue construida por el ingeniero Carlos Olivera en el año 1870, que pasó a reemplazar a la levantada por su padre Domingo Olivera, en el año 1838. 
La Casona del Parque Avellaneda, Buenos Aires, contiene varios estilos arquitectónicos que corresponden a las distintas etapas de su construcción. La casa del Parque Avellaneda está profundamente vinculada a la historia de la Organización Nacional Argentina, y al desarrollo de la industria agrícola y ganadera.
Los Olivera aprovecharon la incipiente actividad para insertarse dentro de la dirigencia política y económica de la Argentina. 
La Casa Central del Parque Avellaneda, es el único "Casco de Estancia", que aún se conserva en Buenos Aires. 
Dentro del Parque Avellaneda hay un "Viejo Natatorio", que parece sacado de una película de Fellini, de vieja belleza, inhabilitado, y que muestra un pasado de opulencia de la Argentina.
Sobre la calle Lacarra se encontraba el "Vivero Municipal", denominado ahora sector de Botánica dentro del Parque Avellaneda. Junto al edificio del antiguo natatorio se ha colocado una reja artística perímetra y se han demarcado caminos internos, uno de los cuales se llama "La calle de Los Artistas", y en el que se vienen realizando con regularidad concursos de escultura a nivel nacional.
El Parque Avellaneda de Buenos Aires, cuenta con varias obras de arte, dos de las más importantes son: la estatua "La Tejedora", del escultor Luis Perlotti. Fue realizada en piedra marmórea, representa a una mujer anciana que, simbolizando a una vieja india, es la "Madre de América". 
En el año 1988, se instaló en el Parque Avellaneda, de Buenos Aires, una valiosa escultura que antes se hallaba en la Plaza del Congreso, se trata de la estatua llamada "El Perdón", que data del año 1896, y está ubicada en un jardín de estilo italiano sobre la calle Lacarra.

## Trencito Expreso Alegría
Otra atracción que encontramos dentro del mismo Parque Avellaneda es un trencito turístico que lleva el nombre de "Expreso Alegría", que fue recuperado por el Gobierno de la ciudad de Buenos Aires para disfrute de los vecinos. Este trencito estaba originalmente en el Jardín Zoológico de la ciudad de Buenos Aires. Funcionó hasta el 2012, año en que fue suspendido a raíz del accidente en donde casi pierde la vida el señor Leandro R. Bernardo que oficiaba como animador representando al Hombre araña. El trencito daba vueltas gratuitas alrededor del parque los días sábados y domingos de 11 a 13 horas y de 14 a 17 horas. El pequeño tren está conformado de una locomotora y cuatro coches. El primer coche detrás de la locomotora tiene un compartimento para silla de rueda con una planchada que se baja para facilitar el acceso.

## Microbarrio Marcelo T. de Alvear
Dentro del barrio Parque Avellaneda encontramos una zona o microbarrio que se conoce como "Barrio Alvear", se erige por decisión de la "Comisión Nacional de Casas Baratas", en la zona que era conocida como "Villa Ambato", dentro del barrio Parque Avellaneda, Buenos Aires.
Fueron construidas un total de ciento veintisiete casas en dos secciones. En el año 1940 se completa la construcción con Monoblocks que cambian la fisonomía del área, que fueron construidos donde antes había quintas. La zona conocida como "Villa Ambato" dentro del barrio de Parque Avellaneda fue inaugurado por el presidente Marcelo T de Alvear, y de ahí adquiere su nombre. 

## Iglesias y parroquias
- "Templo de los Santos Sabino y Bonifacio": Es una obra realizada por el arquitecto Carlos Massa. Frente al templo se hallan tres murales: en el primero de ellos se encuentra el escudo de la ciudad de Buenos Aires y las imágenes de Sabino y Bonifacio. A sus pies, se observan hormigas y ratas, que fueron plagas de la ciudad en 1590, y santos a los que la Iglesia de entonces recomendaba rezar para el exterminio de estas plagas.  Los otros dos murarles reproducen a San Martín de Tours, y el tercero a San Cono, patrono del pueblo del Teggiano en Salerno, Italia. En él se advierten el Alfa y el Omega que significan el principio y el fin, un grupo de ángeles y el Espíritu Santo. La obra está firmada por De Luca.
- "Parroquia de Nuestra Señora de Luján Porteña": Es una réplica en tamaño y estilo del primer santuario que existió en Luján. La fachada posee curvas en la parte inferior y es totalmente blanca. Se remata en un campanario de tejas rojas que contrastan con el color de las mayólicas de la cúpula posterior. Junto a la parroquia se encuentra la casa parroquial, que es reproducción de la vivienda del primitivo santuario. Es una edificación de estilo neocolonial. La Iglesia cuenta con un elemento de interés: una ventana y reja que fueron traídas desde Luján y que pertenecían al antiguo santuario.
- "Parroquia Madre de Dios": Es de estilo neorrománico y es frecuentada por la comunidad boliviana, residente en el barrio.
- "Capilla Nuestra Señora de los Desamparados": Data del año 1940, y es obra del destacado arquitecto Julián García Núñez, de estilo neorrománico.

## Galería de imágenes

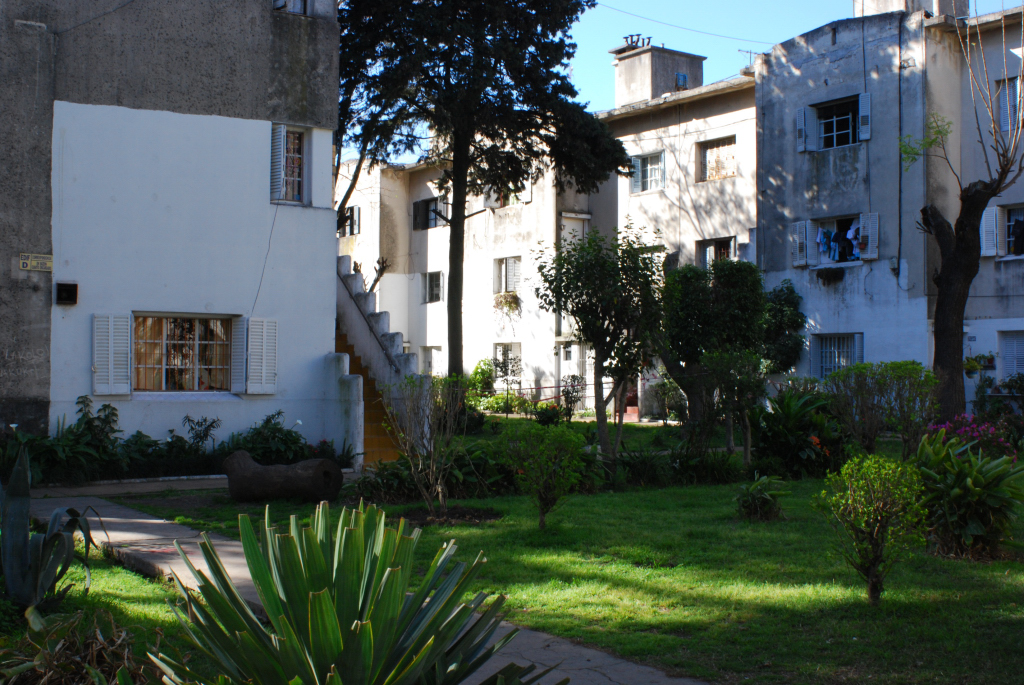
Complejo de casas en el barrio
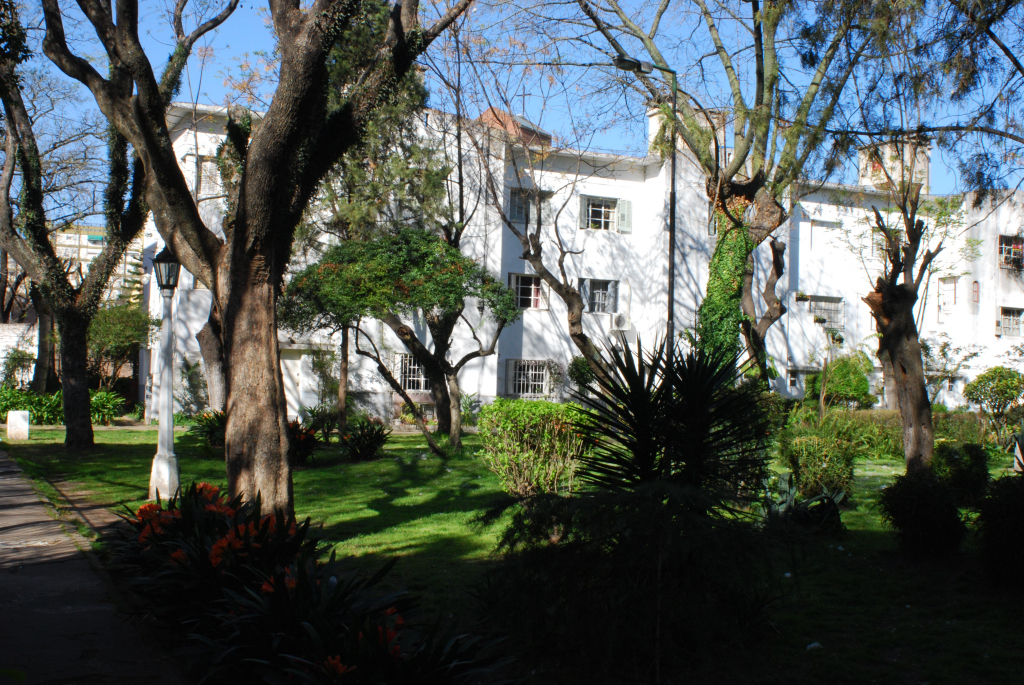